# 파이널 어프로치
파이널 어프로치(Φなる・あぷろーち)는 일본의 프린세스 소프트에서 발매한 플레이스테이션 2용 연애 어드벤처 게임이자 게임 원작의 TV 애니메이션이다. 일본 CERO 기준 15세 이상 사용가능하다.
2008년 2월 28일 속편인 파이널 어프로치2 ~1st priority(Φなる・あぷろーち2 〜1st priority〜)가 발매되었다.

## 등장 인물
미즈하라 료 (애니메이션 성우 키시오 다이스케)
부모님은 오래전 교통사고로 돌아가시고 여동생인 아카네와 살고 있다. 한편 극도의 시스콘으로 보인다.
마스다 시즈카 (성우 노가와 사쿠라)
어느날 갑자기 나타나 료의 약혼자라고 선언한 아가씨. 겉으로 보면 미소녀지만 음흉하고 계략을 꾸미기 좋아하는 모든 사건의 원흉.
미즈하라 아카네 (성우 마츠키 미유)
료의 여동생으로 하나뿐인 혈육. 오빠를 생각하는 마음이 지나친 나머지 브라더 컴플렉스 증상을 보인다. 시즈카와는 달리 차분하고 어른스럽다.
무츠 에미호 (성우 타카하시 치아키)
료의 동급생으로 쿨한 성격의 부잣집 딸. 시즈카 일로 고민하는 료를 위해 상담을 해주면서 점점 료에게 마음이 끌리고 마는데...
모리야 미키 (성우 타무라 유카리)
어릴적부터 료의 소꿉친구다. 료의 사촌인 하루키를 좋아한다.
메노우 유리카 (성우 미나구치 유코)
료보다 한살 많은 선배로 료의 사촌형인 하루키와 사귀고 있다.
무카사 하루키 (성우 오카노 코스케)
일명 "하루". 료와 아카네의 사촌이자 이들의 보호자이다. 찻집을 운영하고 있다.

## 게임

### 주제가
- 오프닝 《파이널 어프로치》(일본어: Φなる・あぷろーち)

노래 yozuca*
- 엔딩 《광풍》(일본어: 光風)

노래 하시모토 미유키

## TV 애니메이션
2004년 10월 2일부터 2004년 12월 25일까지 TV 사이타마, TV 카나가와, TV 아이치 및 기타 UHF국 등을 통해 프린세스 아워 코너에서 방영되었다.

### 목차
- 제1화 - 대방문!! 사랑과 숙명의 미소녀!
- 제2화 - 대폭탄!! 사랑과 갈채의 전학생!
- 제3화 - 대격돌!! 사랑과 야망의 용호!
- 제4화 - 대결단!! 사랑과 청춘의 출범!?
- 제5화 - 대접근!? 사랑과 죽음의 온천 연기 지옥!
- 제6화 - 대충격!! 사랑과 슬픔의 끝!
- 제7화 - 대비련(슬픈 사랑)!! 사랑과 모정의 진눈깨비
- 제8화 - 대발열!! 사랑과 추억의 "아~앙"
- 제9화 - 대결전!! 사랑과 총격의 저편!
- 제10화 - 대발동!! 사랑과 무정의 소환장!
- 제11화 - 대단원!? 사랑과 이별의 히나인형(일본인형)!
- 제12화 - 대갈채!! 사랑과 축복의 바보 녀석!
- 제13화 - 대쟁탈!! 사랑과 영광의 웨딩

### 주제가
- 오프닝 《당신 색깔 팔레트》(일본어: 君色パレット)

제1화~제11화, 제13화 오프닝. 제12화에서 엔딩
노래 노가와 사쿠라
- 엔딩 《Love, Fate, Love》

제1화~제10화, 제13화 엔딩
노래 하시모토 미유키
- 삽입곡 《눈물의 티아라》(일본어: 涙のティアラ)

제11화 엔딩
노래 노가와 사쿠라

## 드라마 CD
- 파이널 어프로치 (일본어: Φなる・わーど)

ZSPS-0017, 게임 첫 한정판 부록 오리지널 CD
- 드라마 시리즈Vol.1 시즈카*편 ~료님 공략 대작전!!~ (일본어: ドラマシリーズVol.1 西守歌*編 〜涼様攻略大作戦!!〜)

LACA-5351, 2005년 2월 2일 발매
- 드라마 시리즈Vol.2 아카네*편 ~비밀과 상상과 진실과...~ (일본어: ドラマシリーズVol.2 明鐘*編 〜秘密と想いと真実と…〜)

LACA-5369, 2005년 3월 24일 발매
- 드라마 시리즈Vol.3 미키*편 ~대쟁탈전! 소꿉친구 VS 자칭 약혼자!!~ (일본어: ドラマシリーズVol.3 美紀*編 〜大争奪戦! 幼なじみVS自称婚約者!!〜)

LACA-5376, 2005년 4월 27일 발매
- 드라마 시리즈Vol.4 에미호*편 ~한마디의 용기~ (일본어: ドラマシリーズVol.4 笑穂*編 〜ひとことだけの勇気〜)

LACA-5383, 2005년 5월 25일 발매
- 드라마 시리즈Vol.5 유리카*편 ~거짓된 사랑! 초강력 미약의 효과~ (일본어: ドラマシリーズVol.5 百合佳*編 〜偽りの恋! 超強力惚れ薬の効果〜)

LACA-5396, 2005년 6월 22일 발매

## 팬디스크
2005년 8월 12일에 통신 판매용으로만 발매된 윈도우용 팬디스크. 외전 이야기인 《Spring Holidays》와 마작 미니게임, 바탕화면 배경, 운영체제 시스템 소리 등을 수록하고 있다.